# 春浦宗熙
春浦宗熙（しゅんぽそうき、応永16年（1409年） - 明応5年（1496年）1月14日）は、室町時代の臨済宗の僧。大徳寺40世。別号に巣庵。諡号は正続大宗禅師。播磨国赤松郡出身。
6歳の時に京都建仁寺の乾心に師事、18歳で出家得度。24歳の時、大徳寺住持26世の養叟宗頤から印可を得て、寛正2年（1461年）大徳寺住持40世となり、天沢院に住した。
応仁の乱がはじまると摂津国の城福寺、和泉国陽春庵に避難したが、文明5年(1473年)に大徳寺再住の詔を受けて帰京、戦乱で壊滅した大徳寺の再興にあたった。明応元年（1942年）に開かれた大徳寺塔頭の松源庵の開山となり、墓所も同庵内にある。